# Ломел
Ломел (на нидерландски: Lommel) е град в Североизточна Белгия, окръг Маасейк на провинция Лимбург. Намира се на границата с Нидерландия, на 36 km западно от град Маасейк. Населението му е около 31 900 души (2006).

## Известни личности
Родени в Ломел
- Ваутер Беке (р. 1974), политик